# Wannebecq
Wannebecq (Nederlands: Wannebeek) is een dorp in de Belgische provincie Henegouwen en een deelgemeente van de Waalse stad Lessen. Tot de fusie met Papignies op 1 januari 1965 was Wannebecq een zelfstandige gemeente. Deze twee gefuseerde gemeenten werden op 1 januari 1977 zelf deelgemeenten van de nieuw ontstane fusiegemeente Lessen.

## Bezienswaardigheden
- De Sint-Leodegariuskerk (Église Saint-Léger) is een van oorsprong romaans kerkgebouw van einde 11e eeuw met een aantal gotische delen uit de 15e en 16e eeuw en diverse kunstwerken uit de 14e tot de 17e eeuw.
- De Onze-Lieve-Vrouw van Scaubecqkapel (Chapelle Notre-Dame de Scaubecq) is een 16e-eeuwse kapel in het gehucht Scaubecq.
- Het Château du Blockus uit de 16e eeuw, gewijzigd in de 19e eeuw en begin 20e eeuw, toen er zusters in kwamen te wonen die onder meer een school bedienden.

## Natuur en landschap
Wannebecq ligt op een hoogte van 40 meter.

## Demografische ontwikkeling
- Bronnen:NIS, Opm:1831 tot en met 1970=volkstellingen

## Nabijgelegen kernen
Lahamaide, Ogy, Lessen, Papignies, Ostiches